# 五路停车场

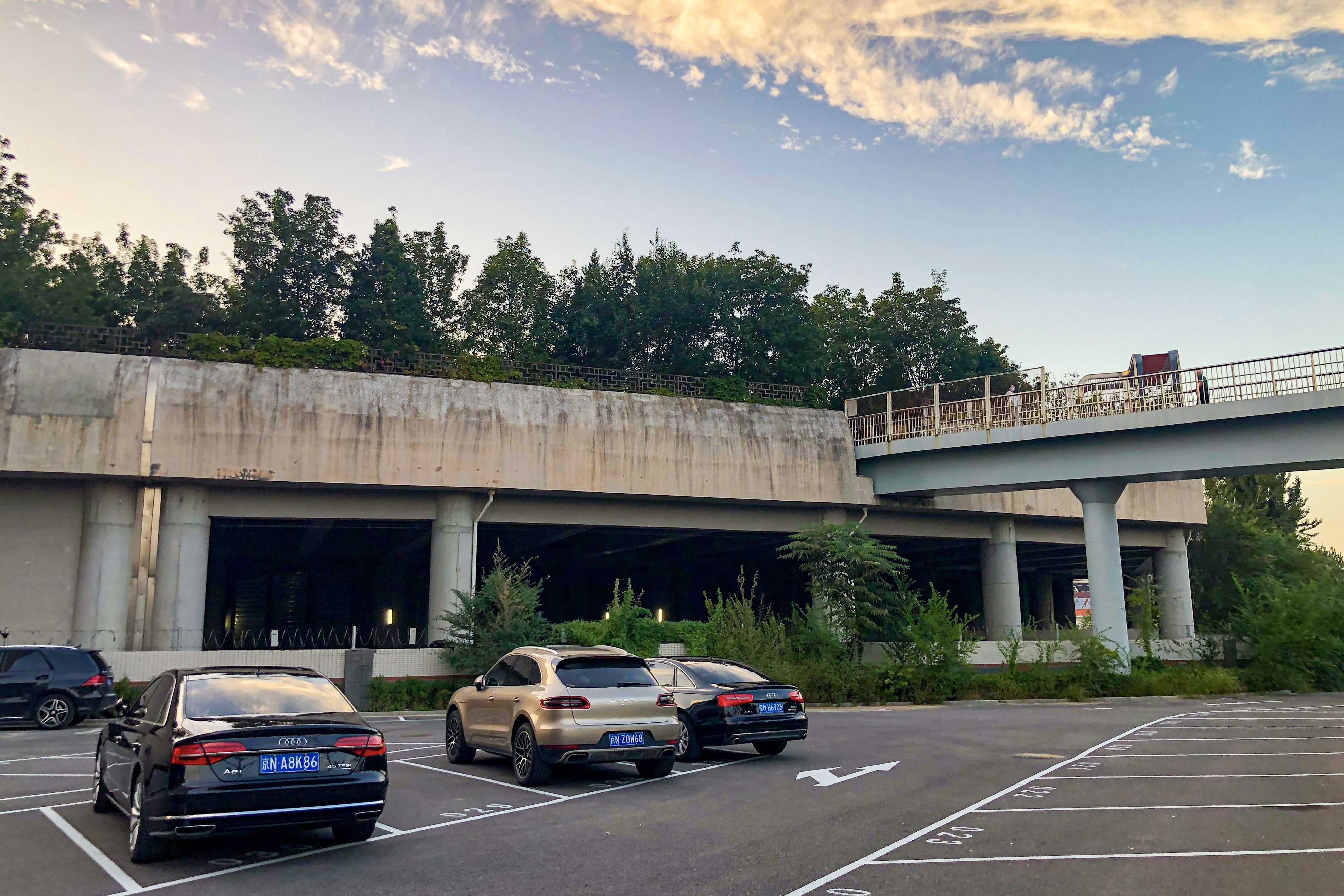
琨御府小区内的10号线出入段线

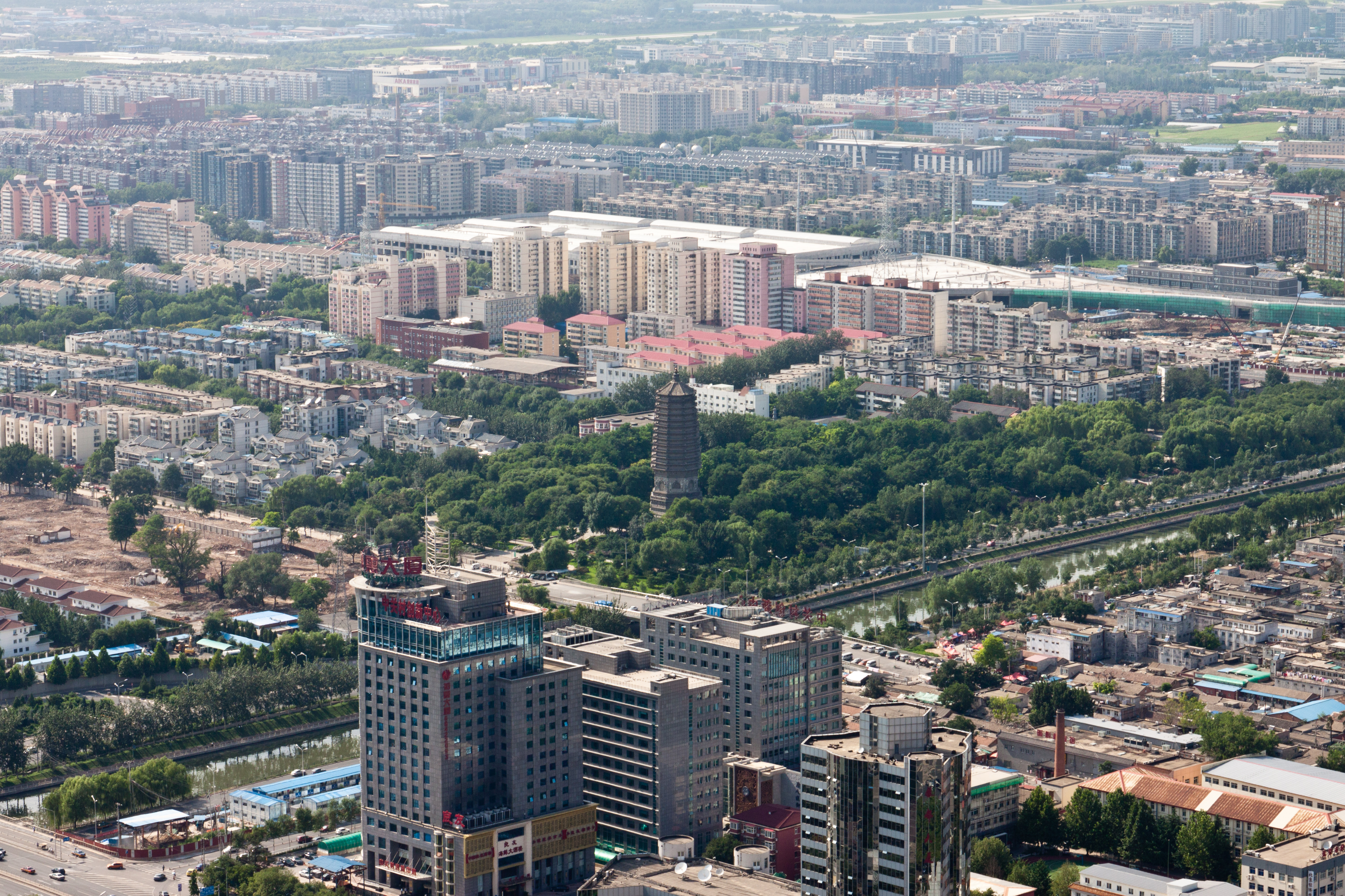
2012年从中央电视塔拍摄的慈寿寺一带，可见琨御府开工前的五路停车场

五路停车场位于北京市海淀区，是北京地铁6号线和10号线使用的一座停车场，于2012年随6号线一期和10号线二期投入使用。停车场位于西三环和西四环之间，玲珑路与蓝靛厂南路交汇处的慈寿寺桥西北角，6号线和10号线慈寿寺站西北方向，用地面积约11.98公顷，建筑面积约9.3万平方米。停车场分为两层，地下一层供6号线列车停放，可停放8组列车；地面层供10号线列车停放，可停放40组列车。停车场内设有连接6号线和10号线的联络线。五路停车场设计有上盖物业开发，开发面积约9.7万平方米。